# Donja Oraovica
Donja Oraovica – wieś w Chorwacji, w żupanii sisacko-moslawińskiej, w gminie Dvor. W 2011 roku liczyła 41 mieszkańców.